# Waijarang
Waijarang is een bestuurslaag in het regentschap Lembata van de provincie Oost-Nusa Tenggara, Indonesië. Waijarang telt 602 inwoners (volkstelling 2010).